# Hyposypnoides flandriana
Hyposypnoides flandriana là một loài bướm đêm trong họ Noctuidae.